# Domaine de Hiroshima
Le domaine de Hiroshima (広島藩, Hiroshima-han) est un domaine féodal japonais de la période Edo. Centré sur le château de Hiroshima de la ville d'Hiroshima, le domaine englobe la province d'Aki et des parties de la province de Bingo.
Après la bataille de Sekigahara en 1600, le domaine est fondé avec Masanori Fukushima pour daimyō (seigneur féodal). Cependant, dix-neuf ans plus tard, le château subit de lourds dommages dus à des inondations et Fukushima le répare en violation des lois du shogunat des Tokugawa sur la construction et la réparation des châteaux (voir buke shohatto). Le shogunat place alors Fukushima au domaine de Kawanakajima et attribue celui de Hiroshima au clan Asano, qui le contrôle pour le reste de la période Edo, le domaine étant dissous avec tous les autres en 1871.

## Daimyos de Hiroshima
1. Mori Terumoto (1591-1600), 1 120 000 koku
2. Fukushima Masanori (1600-1619), 498 223 koku

Clan Asano :
1. Asano Nagaakira (1619-1632), 426 500 koku
2. Asano Mitsuakira (1632-1672)
3. Asano Tsunaakira (1672-1673)
4. Asano Tsunanaga (1673-1708)
5. Asano Yoshinaga (2e, 1708-1752)
6. Asano Munetsune (1752-1763)
7. Asano Shigeakira (1763-1799)
8. Asano Narikata (1799-1830)
9. Asano Naritaka (1831-1858)
10. Asano Yoshiteru (1858-1858)
11. Asano Nagamichi (1858-1869)
12. Asano Nagakoto (1869-1871)

## Source de la traduction
- (en) Cet article est partiellement ou en totalité issu de l’article de Wikipédia en anglais intitulé « Hiroshima Domain » (voir la liste des auteurs).